# Трибуна Уффіці (картина)
Трибу́на Уффі́ці (англ. The Tribuna of the Uffizi) — картина художника Йоганна Цоффані, яка зображує північно-східну частину зали «Трибуна» Галереї Уффіці у Флоренції. Входить до Британської Королівської колекції.

## Створення
Влітку 1772 року Цоффані виїхав з Лондона до Флоренції з дорученням від королеви Шарлотти написати «Флорентійську Галерею». Відоме, що ані королева, ані її чоловік Георг III ніколи не були в Італії. У Флоренції зустрів Цоффані англійський аристократ Фелтон Гервей, який мав багату колекцію витворів мистецтва і був помітною особою у світі живопису. Цоффані працював над картиною іще наприкінці 1777, повернувшись до Англії лише у 1779 році. Гервей помер задовго до завершення картини, у 1773 році. За картину художнику було заплачено 300 фунтів.

## Опис
Цоффані вільно розташував скарби «Трибуни» на своїй картині, а також додав неї інші витвори зібрання Медічі. Заручившись протегуванням графа Джорджа Каупера і сера Горація Манна, він міг писати прямо у «Галереї» сім відсутніх у ній картин (у тому числі «Мадонну делла Седія» Рафаеля): їх спеціально доставили туди з Палаццо Пітті. На подяку художник включив у картину зображення Каупера: він дивиться на своє недавнє придбання — «Велику Мадонну» роботи Рафаеля, яку держить у руках сам Цоффані.
Картина «Самосська Сивіла», зображена на підлозі без рами, придбана для колекції Медічі 1777 року — це студійна копія додатку до «Лівійської Сивіли» Гверчіно, яку незадовго доти купив Георг ІІІ.

## Витвори мистецтва, зображені на картині

### Живопис
Ліва стіна
- Аннібале Карраччі «Венера з Сатиром і Купідоном» (Галерея Уффіці)
- Гвідо Рені «Милосердя» (Палаццо Пітті)
- Рафаель Санті «Мадонна делла Седджола»/«Мадонна делла Седія» (Палаццо Пітті)
- Корреджо «Мадонна з немовлям» (Галерея Уффіці)
- Юстус Сустерманс «Портрет Галілео Галілея» (Галерея Уффіці)
- Нерозбірна картина (ліворуч від «Амура й Психеї»)

Центральна стіна
- Майстерня Тіціана «Мадонна з немовлям і Святою Катериною» (Галерея Уффіці)
- Рафаель з помічниками «Св. Іван Хреститель» (Галерея Уффіці)
- Гвідо Рені «Мадонна» (приватна колекція?)
- Рафаель «Мадонна дель Карделліно»/«Мадонна зі щигликом» (Галерея Уффіці)
- Рубенс «Наслідки війни» (Палаццо Пітті)
- Франчабіджо (колись приписували Рафаелю) «Мадонна дель Поццо» (Галерея Уффіці)
- Нерозбірна картина (між ногами «Сатира»)
- Ганс Гольбейн молодший «Портрет сера Річарда Саутвелла» (Галерея Уффіці)
- Рафаель «Портрет Перуджино» (Галерея Уффіці)
- Майстерня Перуджино (Нікколо Содджі?) «Мадонна з немовлям і Св. Єлизавета з немовлям Іваном» (Галерея Уффіці, досі в «Трибуні»)

Права стіна
- Гвідо Рені «Клеопатра» (Палаццо Пітті)
- Рубенс «Чотири філософи» (Палаццо Пітті)
- Рафаель «Папа Лев X з кардиналами Джуліо Медічі і Луїджі Россі» (Галерея Уффіці)
- П'єтро да Кортона «Авраам і Агар» (Музей історії мистецтв, Відень)
- Бартоломео Манфреді «Денарій кесаря» (Галерея Уффіці)
- Крістофано Аллорі «Гостинність Святого Юліана» (Палаццо Пітті)
- Нерозбірна картина (праворуч від «Борців»)
- Нерозбірна картина («Милосердя»?)
- Нерозбірна картина (за «Венерою»)
- Нерозбірна картина (видно лише золоту раму за чоловіком у червоному біля самого краю праворуч)

Нижня частина картини
- Рафаель «Велика Мадонна Каупера» (Національна галерея мистецтв, Вашингтон). Зображена у руках самого Цоффані: він придбав «Мадонну» для графа Каупера якраз цього часу.
- Майстерня Гверчіно «Самосська Сивіла» (Галерея Уффіці)
- Тіціан «Венера Урбінська» (Галерея Уффіці)

### Скульптура
Давньоримська скульптура зі зібрання Медічі наразі виставлена у головних коридорах «Галереї Уффіці», у «Трибуні» знаходяться лише погруддя і невеликі статуетки, а також знаменита статуя «Венери Медічі». Зображені витвори мистецтва піддаються ідентифікації: більша частина їх зараз перебуває в таких музеях Флоренції, як Національний археологічний музей Флоренції, Вілла Корсіні а Кастелло, Музей Барджелло та ін.
На полицях
(зліва направо)
- Погруддя жінки (?)
- Погруддя римського імператора (?)
- Погруддя Геракла (?)
- Погруддя чоловіка (?)
- Давньоримське погруддя представника династії Юліїв-Клавдіїв (Вілла Корсіні а Кастелло, Флоренція)
- Погруддя Деметри (?)
- Погруддя жінки (?)
- Артеміда Ефесська, ІІ ст. н. е. (Вілла Корсіні а Кастелло)
- Алебастрове погруддя чоловіка (?)
- Статуетка сидячого чоловіка (?)
- Бронзова статуетка сидячого Геракла (?)
- Погруддя хлопчика (?)
- Погруддя хлопчика (?)
- Погруддя чоловіка (?)
- Погруддя Зевса (?)
- Бронзова статуетка (?)
- Погруддя чоловіка (?)
- Купідон (?)
- Бронзова статуетка Геракла (?)
- Чоловіче погруддя (?)
- Рельєф з конем (?)
- Чоловіче погруддя (?)
- Бертольдо ді Джованні «Путто грає на лютні» (Палаццо дель Барджелло)
- Сидяча жінка (?)
- Погруддя Бахуса (?)

У центрі
- «Амур і Психея» (Галерея Уффіці)
- «Фавн у танці» (Галерея Уффіці, досі в «Трибуні»)
- Якопо Антеллі (Монікка) і Якопо Лігоцці «Восьмикутний стіл з флорентійською мозакою» (Галерея Уффіці, досі в «Трибуні»)
- «Немовля Геракл душить змій» (Галерея Уффіці, досі в «Трибуні»)
- «Борці» (Галерея Уффіці, досі в «Трибуні»)
- Клеомен «Венера Медічі» (Галерея Уффіці, досі в «Трибуні»)

У нижній частині картини
- Балтиморський вазописець «Апулійський кратер зі зображенням амазономахії» (Національний археологічний музей, Флоренція)
- Етрусське бронзове дзеркало з Канн (Національний археологічний музей)
- «Арротіно» (Галерея Уффіці, досі в «Трибуні»)
- Етрусська (з пізнішими доробками XVII ст.) «Химера з Ареццо» (Національний археологічний музей)
- Саверіо Кальцетта да Равенна «Ліхтарня у вигляді верткого чоловіка» (Палаццо Барджелло?)
- «Таріль Ардабурія» (Національний археологічний музей)
- Чоловіче погруддя (?)
- Флорентійське наслідування античного мистецтва, друга половина XVI ст. «Бронзова голова Антіноя» (Національний археологічний музей)
- Бронзова ліхтарня (?)
- Етрусська амфора з букеро (Національний археологічний музей?)
- Етрусська ойнохоя з букеро (Національний археологічний музей?)
- Етрусська ситула з букеро (Національний археологічний музей?)
- Давньогрецький «Торс з Ліворно» (Національний археологічний музей)
- Давньоєгипетська «Кубічна статуя Птамоса» (Національний археологічний музей)
- Етрусський осуарій, здогадно, з Вольтерри (під «Венерою Урбінською»)

## Особи, зображені на картині
Більшість осіб, зображених на картині — дипломатів, художників, любителів мистецтва вдається ідентифікувати. Цей факт уможливлює розглядати її як неформальний груповий портрет або «конверсейшн-піс», популярний у XVIII ст., а також як зображення «кабінету курйозів». Втім, включення у картину такої кількості впізнаваних людей спричинило й неприхильні відгуки від оборонців художника. На думку Горація Волпола, вона «заповнена зграєю хлопців-подорожан, яких ніхто не знає і не цікавиться ними».